# الغطريف بن عطاء
الغطريف بن عطاء الجرشى هو الوالي الخامس عشر من الولاة العباسيون لليمن في العصر العباسي، والذي يتألق اسمه في النقود المسكوكة باليمن مع اسم الخليفة هارون الرشيد. والغطريف هو خال الهادي وهارون الرشيد ابنى المهدى وامهما الخيزران بنت عطاء وهي اخت الغطريف.
وكان من كبار الشخصيات اليمانية وكان مقيما ببغداد مع اخته وكانت أحوال اليمن قد اضطربت في خلافة موسى الهادي وولاية عبد الله بن الربيع الحارثى فاستعمل الهادي الحصين بن كثير العبدرى ثم صرفه واستعمل مكانه أيوب بن جعفر العباسي فلم تزل البلاد مضطربه ولمل ولى الرشيد الخلافة عام 170ه استعمل خاله الغطريف بن عطاء فقدم اليمن والفتنة ثائرة بين الجند واهل صنعاء فاصلح الأمر واقام واليا على اليمن ثلاث سنين وقام الغطريف بسك النقود في اليمن وقد تم العثور على دراهم مسكوكة في عهده باليمن وهو أول وإلى يرد اسمه على النقود المسكوكة وفي عام 175ه ولى هارون الرشيد خاله الغطريف على خراسان وجرجان وسجستان ومكث واليا حتى اعفاه الرشيد في اواسط سنة 176ه فعاد الغطريف من خراسان وحضر زفاف ابنته عزيزة بهارون الرشيد ولم يزل الغطريف من الاعلام حتى توفى حوالى سنة 180هـ.